# Petr III. z Rožmberka
Petr III. z Rožmberka (německy Peter III. von Rosenberg; 1381 – 7. prosince 1406) byl český šlechtic z rodu Rožmberků.

## Život
Narodil se jako nejstarší syn Jindřicha III. z Rožmberka († 1412) a jeho první manželky Barbory ze Schaunbergu. Byl v pořadí prvním následníkem po otci. Zasnoubil se 14. prosince 1396 s Annou lantkraběnkou z Leuchtenbergu a hraběnkou z Halsu. Ke svatbě však nedošlo, protože Petr ve věku 25 let zemřel. Po smrti otce v roce 1412 se stal hlavou rodu Petrův nevlastní bratr Oldřich II. z Rožmberka.